# Maurice de Broglie (natuurkundige)

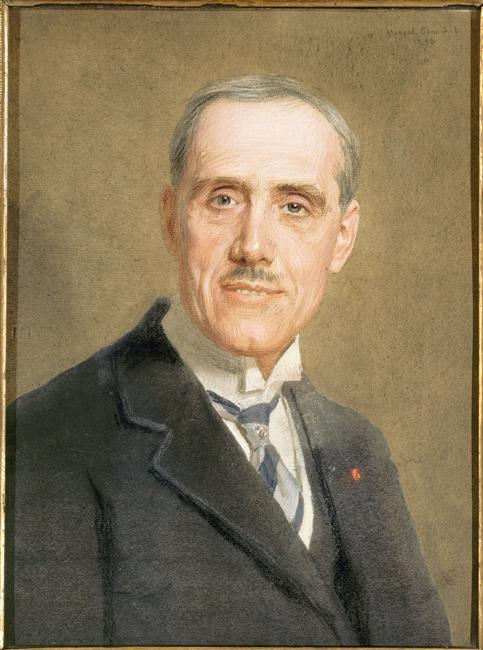
Portret van De Broglie door Marcel Baschet (1932)

Louis César Victor Maurice, 6e hertog de Broglie (Parijs, 27 april 1875 - Neuilly-sur-Seine, 14 juli 1960) was een Frans natuurkundige.
Na zijn opleiding als marine-officier bracht de Broglie negen jaar door in de Franse marine. Tijdens zijn dienst begon hij zich te interesseren voor de fysica en begon hij zich te verdiepen in het elektromagnetisme.
Tegen de wens in van zijn familie verliet de Broglie de marine om een wetenschappelijke carrière uit te bouwen. Hij ging naar het Collège de France te Parijs waar hij een leerling werd van Paul Langevin. Hij promoveerde er in 1908.
Vanaf het begin bestudeerde hij de diffractie van röntgenstralen en de spectroscopie. Tijdens de Eerste Wereldoorlog werkte hij aan de radiocommunicatie voor de Franse marine. Na de oorlog zette hij zijn onderzoekswerk voort in een groot laboratorium dat hij bij zijn huis liet bouwen. Hij begeleidde en werkte samen met zijn 17 jaar jongere broer Louis-Victor de Broglie, de latere Nobelprijswinnaar. In 1921 publiceerden ze samen een geschrift op het gebied van de röntgenspectroscopie. Toen Louis-Victor grote bekendheid kreeg scheidden hun wegen en zette Maurice zijn onderzoekingen alleen voort. Terwijl Louis-Victor vooral een theoreticus was, was Maurice eerder een experimenteel natuurkundige.
Maurice de Broglie deed ook onderzoek op het gebied van de kernfysica en de kosmische straling.
In 1924 werd hij toegelaten tot de Académie des Sciences en in 1934 tot de Académie française. In 1940 werd hij lid van de Royal Society te Londen. In 1942 nam hij de leerstoel aan het Collège de France over van zijn mentor Paul Langevin en dit tot aan zijn emeritaat in 1945.

## Werken
- Recherches sur les centres électrisés de faible mobilité dans les gaz (1908)
- La théorie du rayonnement et les quanta (1912)
- La spectrographie des phénomènes d’absorption des rayons X (1916)
- La portée des nouvelles découvertes dans la région des rayons de très haute fréquence (1920)
- La physique des rayons X (1921)
- Les rayons X (1922)
- Ondes et mouvements (1926)
- Introduction à la physique des rayons X et Gamma (1928)
- Atomes, radioactivités, transmutations (1939)
- Les premiers congrès de physique Solvay et l’orientation de la physique depuis 1911 (1951)